# أحمد نجيب البهاوي
أحمد نجيب البهاوي (1941- 2013) عالم جليل من علماء سوس، عضو في رابطة علماء المغرب، فقيه ومفتي، عرف بتقديم عدد من البرامج الدينية بالعربية والامازيغية بالإذاعة الجهوية باكادير، إمام وخطيب في عدد من المساجد، له عدة مقالات ومراسلات في عديد من المجلات والمنابر الاعلامية الوطنية والعربية، له بعض الإسهامات في التأليف وفي جمع وتقديم لبعض الكتب المخطوطة، توفي رحمه الله يوم الاثنين 28 يناير 2013م.

## النسب
هو أحمد بن محمد بن أحمد بن إبراهيم ووالدته: هي السيدة عائشة بنت مبارك بن الحسن.
كان والده رحمه الله شيخا قارئا لكتاب الله معروفا بالزهد والأمانة والاستقامة، كما كان له إلمام باللغة العربية وقواعدها، غير أن مهنته كانت هي الصياغة والشرط في المساجد، مع تعليم القرآن للناشئة الصغار، وكان من جملة ما سمع منه مما يتعلق بنسبه أن له صلة عن طريق إحدى جداته بالنسب الشريف، وكان أصل والده من قبيلة إساكن بالأطلس الصغير، ثم انتقل بعض أجداده من القبيلة المذكورة إلى مدشر معروف بإساكن بأيت ودريم قرب مركز أيت باها، والقبيلة المذكورة - إساكن– حسب ما سمع من بعض أعمامه- أصلها من الساقية الحمراء بالصحراء المغربية، جاء منها بعض أجدادهم وسكنوا بمكان القبيلة إساكن، فحرفت كلمة الساقية الحمراء إلى كلمة «إساكن».

## المولد
كان ميلاده على أرض قبيلة أيت والياض سنة 1360 للهجرة الموافق لسنة 1941 للميلاد، في مدشر يسمى بـ«تمزووط» وكان والده مشارطا كإمام للمسجد هناك، ووالدته من الدوار نفسه أصلا. والقبيلة (أيت والياض) تابعة لسلطات مركز أيت باها بالأطلس الصغير.

## النشـأة والتعلم
ما إن بلغ من العمر ثلاث سنوات حتى أخذ والده في تعليمه وتهذيبه بنفسه، حيث حفظ القرآن الكريم وعمره أقل من خمس سنوات، فحذق كتاب الله، وكان معه أخوه إبراهيم يحفظ معه القرآن، وبعد ذلك انتقل بهما والدهما إلى مدشر آخر بأيت مزال، في مسجد هو في ذاته خَلوَة لبعده عن المدشر بقليل، واستمر في تعليمهما نحو أربع سنوات، ختم فيها القرآن من اللوح الخاص به على يد والده عشر مرات، حيث كان عمره تسع سنوات حفظا جيدا.
بعد أن توفي والده رحمه الله وترك أسرة تتكون من الأم وابنين وبنتين، وهم يتامى صغار لا معيل لهم ولا راعي يحميهم أو يوجههم، ومع ذلك – وفي هذه الظروف- اختار على صغر سنه أن يستكمل تعليمه، فانتقل لبعض المدارس القرآنية، في البداية درس بمدرسة القبيلة، وتسمى مدرسة «تينودي»، وكان فيها أحد القيمين من أسرة صاحب الضريح المشهور بنفس المكان واسمه الأستاذ إبراهيم بن الهاشم، ووالده كان مشهورا بالعلم والتعليم بنفس المدرسة، وبقي هناك سنة كاملة في دراسة كتاب الله واستكمال حفظه، وبعد ذلك التحق بمدارس قرآنية عدة، كان آخرها مدرسة سيدي بوسحاب بهشتوكة، وبقي فيها نحو سنتين.

## دراسته العلمية
التحق في بداية مرحلة دراسته المتقدمة بمدرسة سيدي أبي الرجاء في هشتوكة، وهي قريبة من مدرسة أبي السحاب المذكورة، فدرس بهذه المدرسة على يد فقيه حديث التخرج عرف عنه أنه يجتهد في تعليم الطلبة، وحرص على أن يكون من تلامذته الأولين، وهذا الفقيه هو السيد أحمد الصوابي الحاحي، وعلى يديه ابتدأ تعليمه العلمي حسب الطريقة التقليدية المعروفة بالمغرب، مبتدئا بالمقدمة الأجرومية وشرحها، ثم بالمتون الأخرى، وحسب فإن دروس هذا الأستاذ شيقة رائقة في النحو واللغة والفقه والسيرة كما كانت لدراسته العتيقة بهذه المدرسة أثر بالغ في تربيته الأخلاقية وصقل شخصيته العلمية، وكذا في تفتح مدراكه وتكوينه الجيد في العلوم التي درسها هناك.
وبعد ذلك غير وجهته نحو آفاق أخرى للدراسة وبذلك انتقل إلى تارودانت للانخراط في وسط تلامذة المعهد، فغدا بعد اجتيازه امتحانا في حفظ القرآن الكريم ومبادئ النحو والفقه أحد تلامذة المعهد، وابتدأ مباشرة الدراسة في السنة الثالثة التي هي قسم الشهادة الابتدائية آنذاك، فتلقى عن ثلة من الأساتذة الأكفاء أمثال النظيفي في النحو، والأديب البارع أحمد الواثق في مادة المطالعة والأدب العربي، والأستاذ أحمد الزيتوني في التوحيد، والأستاذ الحسين وجاج في التاريخ والجغرافيا، والفقيه سيدي أحمد بن المحفوظ في الفقه، والأستاذ أحمد العدوي الذي كان يلقي دروسا عامة في تفسير الحديث وغيرهم..
وكانت الدراسة في المسجد الكبير قبل بناء مقر المعهد، وحين ضاق المسجد بالمتمدرسين انتقلت الدراسة لبعض الأفواج إلى مساجد أخرى بنفس المدينة، وبعد مدة ضاق ذرعا باضطراب الأجواء في المعهد من جراء الإضراب المستمر، وكذلك قلة ذات اليد وضعف الحالة المادية، فالتحق في يونيو 1969م بمدرسة المعلمين بأكادير.

## حياته العملية
أنيطت بكاهله مهام تعليمية وهو ابن ثماني عشرة سنة، حيث انتقل إلى العمل في ميدان التعليم عن طريق المشاركة في مباراة لولوج مدرسة المعلمين بمدينة أكادير، وكانت مدينة أكادير تحديدا في هذه السنة الدراسية قد أصيبت بزلزال كبير ورهيب، أتى على معظم مرافقها وأحيائها، ومن بينها مدرسة المعلمين ونحو أربعة عشر طالبا من طلبة هذه المدرسة فقدوا وماتوا في هذه الكارثة، وبعد نحو شهر التحق الطلبة المعلمون الباقون ببعض الأقاليم الأخرى، فكان نصيب الانتقال إلى مدرسة المعلمين بمدينة مكناس، حيث أتم هناك سنة التخرج.
وبعد النجاح في امتحان التخرج وحصوله على شهادة الدروس العادية للمعلمين جاء تعيينه بقرية أكلو بضواحي تزنيت، غير أنه تأخر التحاقه بمقر العمل لسبب مرض في بداية السنة الدراسة، ثم تم تعيينه للتدريس بأيت ملول، في مدرسة قرب مخيم المنكوبين في زلزال أكادير، وكانت له سكنى بانزكان، ثم بعد ذلك انتقل مع انتقال سكان المخيم إلى مساكنهم المؤقتة بحي أمسيرنات بأكادير.
اندمج المعلم أحمد نجيب البهاوي آنذاك في سلك التعليم وعمل فيه زهاء تسع سنوات قضى معظمها في مدينة أكادير، لكن لظروف صحية وكذا لظروف أخرى استقال من مهنة التعليم، واتجه نحو الأعمال الحرة.

## شيوخه في حفظ القـران الكريم
كان والده المذكور أول من تتلمذ على يديه، وهو مازال في مرحلة الصبا، ربما لا يتجاوز عمره ثلاث سنوات، ومن جملة ما حكى عن ذكريات طفولته وتعلمه أنه كان والده يصاحبه إلى مسجد مدشر بعيد نسبيا حسب تصوره، وهو بعيد حوالى 2 كيلومتر أو أكثر قليلا من دوار سكناه، غير أن دوار السكن كان على قمة جبل يشرف على المنطقة كلها، وهو مدشر «تمزووط«، والآخر يدعى «أيت كَمبارك«في الحضيض على جهة الجنوب، وكان والده أحيانا يحمله في بعض الطريق كلما شق عليه النزول أو الصعود في الطريق المنحدر.
أما شيخه الثاني في تعلم الحروف الأبجدية فيسمى: سيدي إبراهيم بن بلعيد الويكماني، تلقى منه تعلم الحروف في مسجد المدشر وهو ما زال صبيا، وقد ختم القرآن الختمة الأولى على يد والده، وعمره نحو أربع سنوات ونصف على وجه التقريب، ومن كثرة ما سمع من والده أثناء المواعيظ البسيطة، أو المحادثات بينه وبين الزائرين يكاد يفهم معاني القرآن ولو لم يدرس العربية، خاصة قصص الأنبياء الواردة في كتاب الله العزيز.
أما الشيوخ الآخرون في تعلم القرآن الكريم فلم يستفد منهم إلا قليلا بالرغم من طول المدة التي ظل يتنقل فيها بين المدارس السابق ذكرها، وما استفاده منها ينحصر في المحافظة على ما تعلمه لدى والده، ثم التعرف على الطلبة وأنظمة التعليم المختلفة، وعلى المجتمع ككل، وهي مدارسة «تينودي» بقبيلة أيت والياض، بقي فيها نحو سنة أو تزيد قليلا، لدى الفقيه السيد إبراهيم بن الهاشم، وهو من نفس المنطقة أصلا بل هو حفيد صاحب الضريح الذي توجد المدرسة بجواره، وهو سيدي إبراهيم الولياضي، وقد ذكر العلامة المؤرخ ترجمته في المعسول.. ووالد الفقيه المذكور كان مشهورا بالعلم والتدريس بنفس المدرسة.
أما شيخه الرابع حسب هذا التسلسل فهو السيد عبد الله نأيت الأمين، بمدرسة بمركز سوق الاثنين بأيت وَدْريم، غير أنه لم يمكث فيها إلا بضعة شهور، بسبب حادثة مؤلمة دبرها بعض الطلبة قصد الفرجة، وكان جل طلبة المدرسة كبارا، يتجاوزون البلوغ غير أن هذه الحادثة أبعد ما تكون عن المداعبة والفرجة، فقد جاءوا بكلب وصبوا عليه مادة الغاز السائل وأدخلوه الغرفة التي يقطنها وأشعلوا عليه النار وأغلقوا عليهما الباب، ولك أن تتصور ما حدث من خوف وذعر، وهيجان الحيوان، ولولا لطف الله لاشتعلت النار في الحجرة، وبعد دقائق قليلة تدخل بعضهم ففتح الباب، وخرج الكلب يعدو لإطفاء الحريق من على ظهره. وقد وصل الخبر إلى معلم المدرسة فلم يظهر تعاطفا على المعتدى عليه ولا زجر الطلبة الفاعلين إلا بكلمات عابرة، مما أشعر الطالب المعتدى عليه بخطورة البقاء بين هؤلاء الطلبة، فانتهز أول فرصة سانحة وارتحل.
الشيخ الخامس: المقرئ الشهير في المنطقة كلها، بل هو مشهور بين جميع طلبة القرآن بسوس في ذلك العهد، وهو المسمى: سيدي اليزيد، ينتسب إلى الشرفاء الإيبوركيين، هكذا كان معروفا، وكان ذلك في مدرسة سيدي بوسعيد بقبيلة تسكدلت من قبائل هلالة، وهي قبائل كثيرة تابعة لمركز أيت باها، وكان هذا المقرئ قبل هذه المدرسة بمدرسة (تمزكيد نواسيف) أي مسجد الوادي، لكونها بجانب الوادي بأيت مزال، قريبة من أيت باها على مسافة 3 كيلومترات، وخرَّج عددا كثيرا من الطلبة بالجد والاجتهاد. وقد بقي معه نحو ثلاث سنوات.
أما الشيخ السادس في تحفيظ القرآن فهو المقرئ المشهور في مدرسة أبي السحاب بقبيلة إداوكاران بهشتوكة وهو المعروف بسيدي محمد بن الحسن، من المرابطين المنتسبين إلى سيدي بوسحاب صاحب الضريح. وكانت هذه المدرسة مدرسة قرآنية في الأساس، إلا أن قيم شؤونها المذكور يأتي بالفقهاء على يديه لتعليم من شاء من الطلبة أن يتعلم علوم العربية والفقه وما إلى ذلك مما كان يسمى «العلم». وهي كلمة جامعة لجميع ما يتعلمه الطلبة على يد الفقهاء من فنون، قلت أو كثرت. كما أن هذه المدرسة لها نظام يتسم بالحرية وعدم المراقبة وهو ما أغرى الطالب.. بالذهاب إليها بدلا من المدرسة السابقة المعروفة بالجد ومراقبة المعلم فيها، بالإضافة إلى كون المدرسة السابقة تتسم بشظف العيش وقلة الموارد، بينما الأخيرة فيها المؤونة وبعض المعاونة للطلبة من طرف القبيلة.

## شيوخـه في تعلم علوم العربيـة
كان والده ينوي إرساله عند الفقيه المشهور سيدي الحاج أحمد البوشواري، وكان بمدرسة أبي الرجاء، الآتي ذكرها، غير أن والدته امتنعت لصغر سنه، فهو آنذاك لدى حفظه القرآن حفظا جيدا، لا يتجاوز سبع سنوات، وعند وفاة والده كان عمره بين تسع إلى عشر سنوات. 
ولما كان يتابع في مدرسة أبي السحاب وهي قريبة بل هي مجاورة لمدرسة أبي الرجاء، يسمع الأذان من بعضهما، عند صفاء الجو ليلا، وسمع بقدوم الفقيه الجديد ويدعى سيدي أحمد بن البشير قال في نفسه سأنفذ رغبة والدي في الالتحاق بتعلم «العلم».

## مؤلفاته
- نظم الميراث كتبه بتاريخ 13 شوال 1420 هـ
- تَمهيـد وبيـــان كتبـه
- مفتاح شرح السملالية كتبه بتاريخ: 19 محرم 1425هـ الموافق 11/03/2004
- ذكريات من رحلة الحج عرض للوقائع ومشاهدات الرحلة خلال سنة 1397هـ 1977م
- كتاب إيقاظ الهمم للعمل بسنة سيد الأنام (ص) جمعه وعلق عليه
- شرح تحفة اللبيب كتبـه

## مشاركاته
شارك في مجموعة من المشاريع الثقافية منها:
- تحرير مجلة الكلمة، بصفته مساعدا للأستاذ محمد العثماني رحمه الله.
- انخراطه في فرع رابطة علماء المغرب بأكادير، حال تاسيسها من طرف الأستاذ الحسن العبادي وبعض الأستاذة والعلماء.
- شارك في تأسيس جمعية دار القرآن الكريم بالدشيرة الجهادية.
- قام بالإمامة والخطابة في مجموعة من المساجد بصفة غير رسمية لارتباطه بمكتبه، وقد أثمر ذلك جمع خطبه في سفر مستقل.
- كانت له طَلاّتٌ إذاعية مباركة بـإذاعة أكادير، وذلك منذ سنة 1975م منها :

- من هدي الإسلام: وهو باللغة العربية الفصحى، استمر بتقديمه إلى سنة 1990م.
- قراءات في أمهات الكتب الإسلامية: وهو بالفصحى كذلك، وكان يذاع في شهر رمضان خاصة.

وطريقته فيه:
-سرد حياة صاحب الكتاب وتوضيح ما مدى تعلقه بدين الله تعالى وخدمتهم له.
-تقديم ملخص مفيد لموضوع الكتاب وأهم مسائله.
ومن الكتب التي تناولها فيه: موطأ مالك بن أنس رضي الله عنه، وأدب الدنيا والدين للماوردي، وكتاب لابن عبد البر وآخر للشيخ كنون المغربي وغيرها.
- تمقيت نلمداد (نقطة مداد): وهو باللغة الأمازيغية (تشلحيت)، بدأ تقديمه سنة 1980م، قدم فيه الشيخ أحاديث للنبي (ص) وشرحها بأسلوب ميسر سلس حتى يتم الفهم ويحصل الوعي، ولم يلبث بعد ذلك أن أُشرك فيه الإفتاء فصار برنامج درس وإفتاء، ثم توقف البرنامج سنة 1990م واستأنف بثه بعد ما يقارب السنتين تحت عنوان «أبريد نتيفاوين»(طريق الأنوار)، حيث اتبع فيه نفس خطة البرنامج السابق، واستمر على إذاعته إلى أواخر سنة 2004م.
  - شارك بقلمه في عديد من المجلات والصحف الوطنية داخل المغرب، حيث كتب عددا كبيرا من المقالات المختلفة والمتنوعة:

-كان أول مقال أرسله للنشر بعنوان «رأي جديد في قضية التعريب» بعث به إلى مجلة «التعاون الوطني» والتي كانت تصدر حوالي سنة 1964م فنشر في بعض أعدادها.
-وكذلك راسل صحيفة «الميثاق» لمدة طويلة وجمع كثيرا من أعدادها ونشرت له في نحو خمسين عددا، وبقي مراسلا لها إلى أن توفي مديرها الأستاذ الكبير عبد الله كنون.
-راسل مجلة «الإرشاد» التي تصدرها وزارة الأوقاف والشؤون الإسلامية بالمملكة المغربية ونشرت له عدة مقالات.
-بعد توقف صحيفة «الميثاق» عن الصدور ظهرت صحيفة «الرسالة» التي كان مديرها الزعيم المعروف أبو بكر القادري، ولقد راسلها كذلك ونشرت له عدة مقالات بها ومن بينها مقال بعنوان «نحو التعليم الأصيل المتكامل» واستمر بنشر مقالاته بها إلى أن توقفت عن الصدور كذلك.
-راسل كذلك عددا من الصحف والمنابر الإعلامية العربية كان آخرها موقع «اسلام أون لاين» والذي نشر له مقالاته التي بعثها إليه.
- بالإضافة إلى كل ماسبق، فقد كتب بخط يده خمس نسخ من القرآن الكريم بالخط العربي الجميل.

## وفاته
توفي يوم الاثنين 28 يناير 2013 الموافق ل 16 ربيع الأول 1434هـ بالدشيرة الجهادية